# Aarbøger for Nordisk Oldkyndighed og Historie
Aarbøger for nordisk Oldkyndighed og Historie er et dansk arkæologisk tidsskrift, der udgives af Det Kongelige Nordiske Oldskriftselskab.
Oldsagskommissionen (stiftet 1807) udgav Antiqvariske Annaler 1812-1827 (fire bind) med beskrivelser af fortidsmindesmærker og fund samt tilvæksten på Det Kgl. Museum for Nordiske Oldsager. Det må betragtes som forløberen for Aarbøger. I 1825 blev Det Kongelige Nordiske Oldskriftselskab stiftet af blandt andre Carl Christian Rafn med formålene at udgive oldnordisk litteratur og fremme kendskabet til den nordiske oldtid. Året efter begyndte selskabet udgivelsen af tidsskriftet, der gennem årene kom til at skifte navn en del gange (Antiquarisk Tidsskrift blev i en periode udgivet sideløbende, men er her alligevel medtaget som en at Aarbøgers gamle titler):
- Antiqvariske Annaler 1812-1827 (fire bind)
- Tidsskrift for Nordisk Oldkyndighed 1826-1829 (to bind)
- Nordisk Tidsskrift for Oldkyndighed 1832-1836 (tre bind)
- Annaler for nordisk Oldkyndighed og Historie 1836-1863 (23 bind) . De vigtigste bidrag blev oversat til fransk og udkom i Memoires de la Societe des Antiquaires du Nord 1836-1860 (fire bind)
- Antiquarisk Tidsskrift 1843-1863 (fem bind)
- Aarbøger for nordisk Oldkyndighed og Historie 1866-. De vigtigste bidrag blev oversat til fransk og udkom i Mémoires de la Société Royale des Antiquaires du Nord Nouvelle Série 1866-1934 (11 bind)

Det bør bemærkes, at der især i tidsskriftets første år også forekommer artikler, hvis emner i dag vil blive betragtet som historiske snarere end arkæologiske. 